# トマース・パドロ
トマース・パドロ (西: Tomás Padró、1840年2月11日 - 1877年4月16日) はスペインの画家、イラストレーター、風刺画家、漫画家。
カタルーニャ州の芸術家一家に生まれ、油彩画や国内外の定期刊行物のイラストを描いた。政治風刺画の署名には AºWº も用いた。

## 経歴
彼は1840年2月11日にバルセロナの芸術家一家に生まれた（→系譜）。出生名はトマース・パドロ・イ・ぺドレットといい、父親のラモン・パドロ・イ・ピホアンは彫刻家で、弟のラモン・パドロ・イ・パドレットものちに画家となった。彼はクラウディ・ロレンツァーレとともに、バルセロナ美術工芸学校で学び、その後マドリードの王立サン・フェルナンド美術アカデミーに入学した。当時の教師陣にはカルロス・ルイス・デ・リベーラやフェデリコ・デ・マドラーソらがおり、同級生にはマリアノ・フォルトゥーニがいた。フォルトゥーニはパドロにフランスの画家、ポール・ガヴァルニのデッサンを見せた。
1867年、パドロは作家のフランシスコ・ホセ・オレリャーナとともにフランスへ行き、パリ万国博覧会の模様をスケッチした。 1868年には、サンタ・マリア・デル・ピノ教会の後陣にあるステンドグラスと、聖ヨハネ騎士団教会で女子修道院長の肖像画を描いた。1869年、パドロはバルセロナにある聾唖学校の図画教授の職を得て、1875年まで同校で教えた。
パドロのイラストレーターとしての最盛期は、1868年の名誉革命の時期と重なっている。彼は1870年に結婚し、3人の子供をもうけた。スペイン王アマデオ1世 の短い治世期間にはカルタヘナに住み、そこで雑誌「ラ・イルスタシオン・エスパニョーラ・イ・アメリカーナ」の芸術特派員となった。彼は1877年4月16日にバルセロナにて37歳で死去した。

## 業績

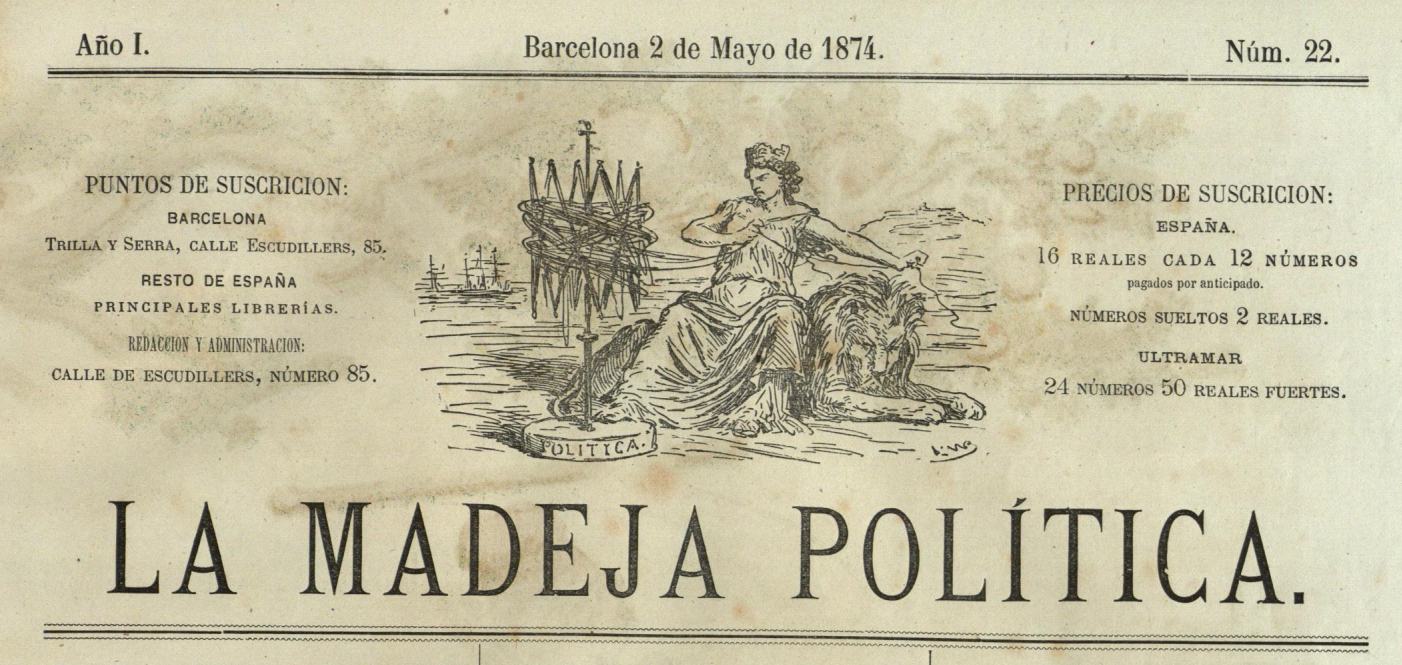
「ラ・マデハ・ポリーティカ」のヘッダ
(トマース・パドロ画、1874年5月2日号)

パドロはカリカチュア、歴史画、漫画などさまざまなジャンルの作品を手がけた。とくに、彼はスペインの政治風刺雑誌「ラ・フラカ」の主要な寄稿漫画家であった。ほかにも彼がイラストを描いた雑誌は多数あり、「エル・ムセオ・ウニベルサル」、「ラ・カンパーナ・デ・グラシア」、「ラ・マデハ・ポリーティカ」のほか、年鑑の「El Tiburón」、「L'any nou」、「Lo Xanguet」にもイラストを描いている。一方、海外の定期刊行物では「イリュストラシオン」、「イルストリールテ・ツァイトゥング」、「ル・モンド・イリュストレ」などに寄稿した。また彼は油彩画家としても活動し、アストゥリアス王ペラーヨやコバドンガを描いた作品で高い評価を受けた。1863年にはマドリードで開かれた展覧会に『電車が発車する前の鉄道駅』と題するカンヴァス画を出品した。一方、書籍の仕事でも、劇的な「El teatro selecto」のほか、作家のビクトル・バラゲールの「バルセロナの街並み」に挿絵を描いた。スペインの歴史家、アントニオ・エリアス・デ・モリンスによれば、パドロの書籍の仕事ではモデスト・ラフエンテの「スペイン史」に描いた挿絵が際立って優れていると評した。

## 作品

雑誌・書籍の挿絵
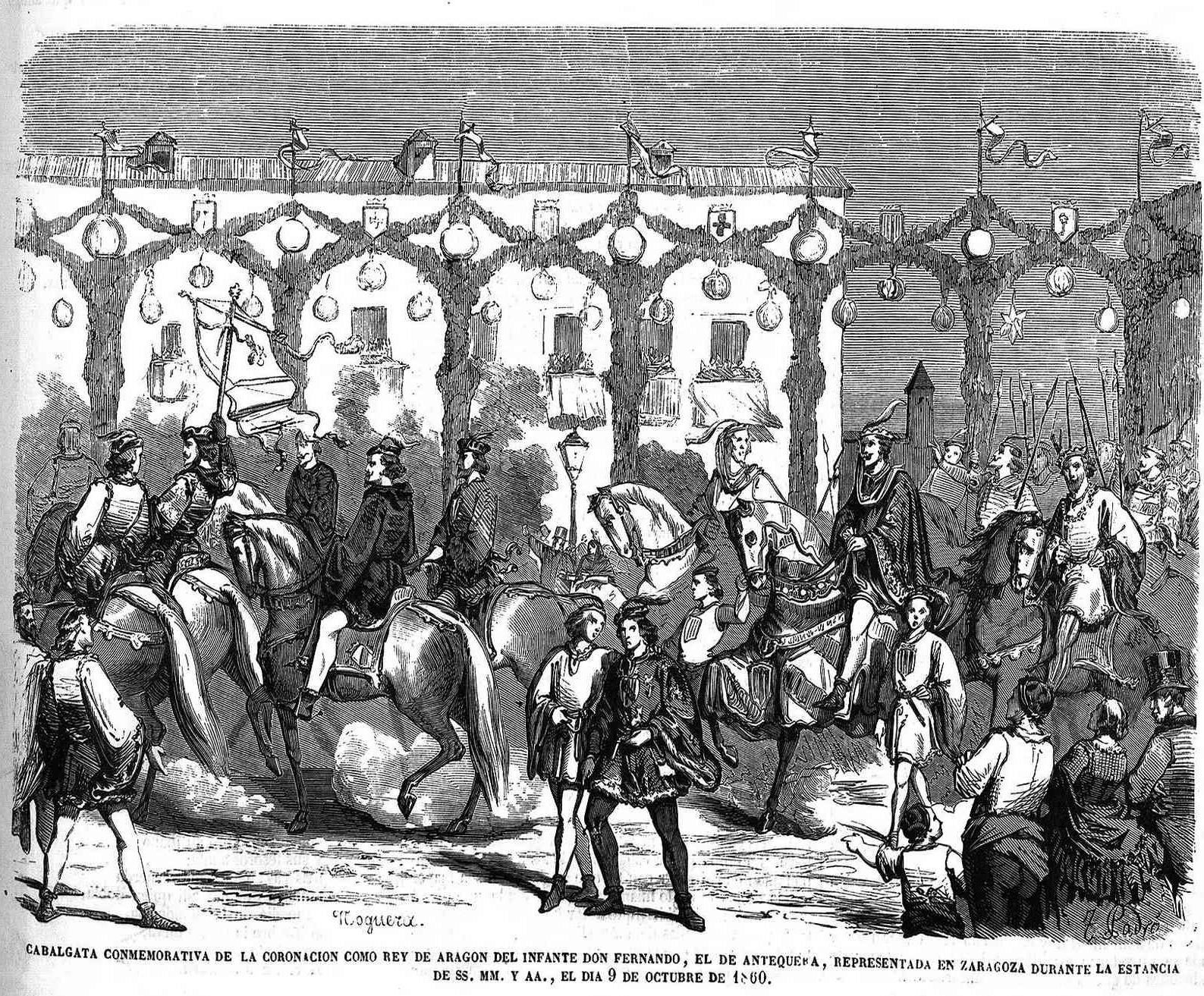
『アラゴン王ドン・フェルナンドの戴冠式パレード』 (1860年10月9日)
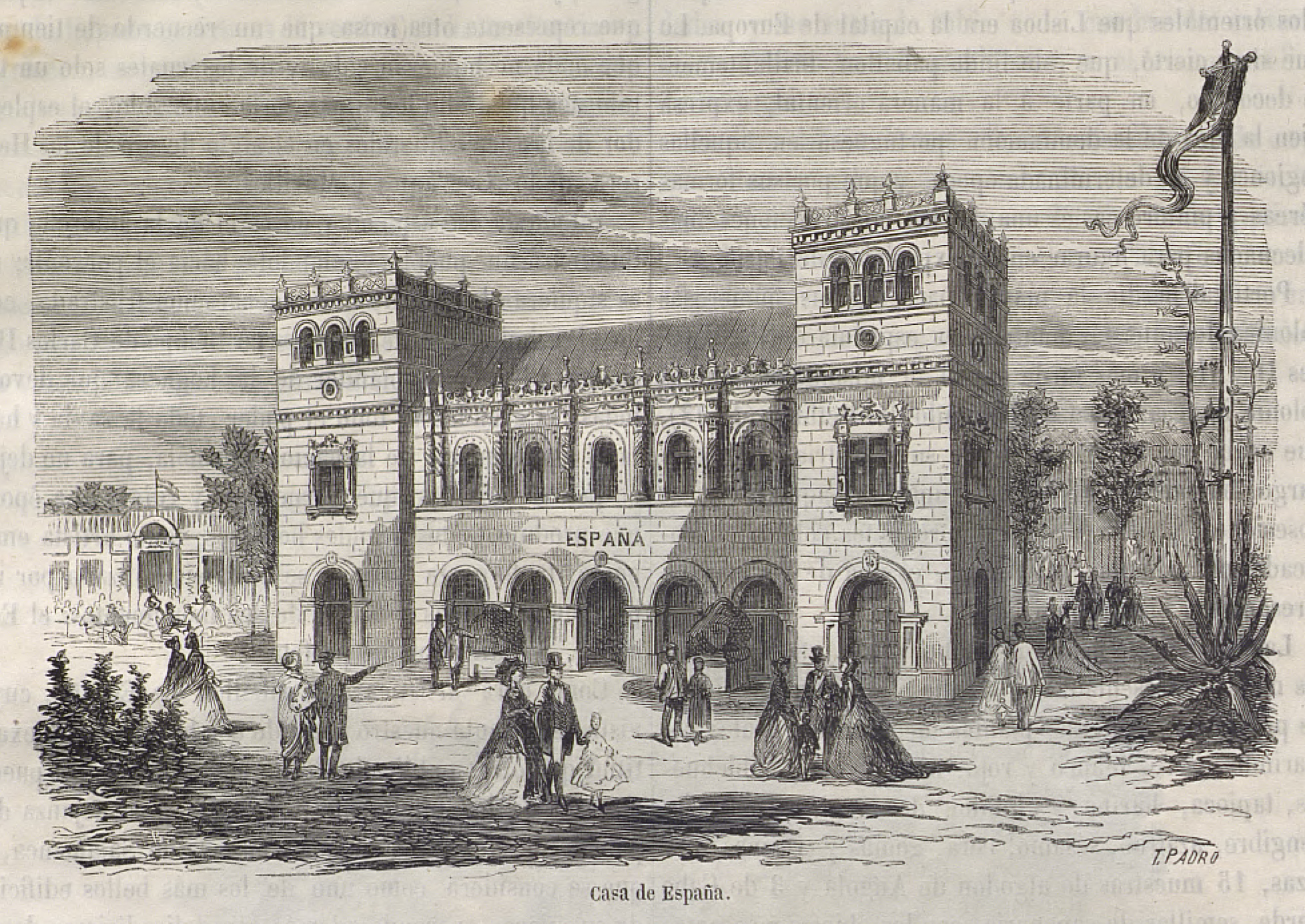
『パリ万博スペイン館』 (1867年)
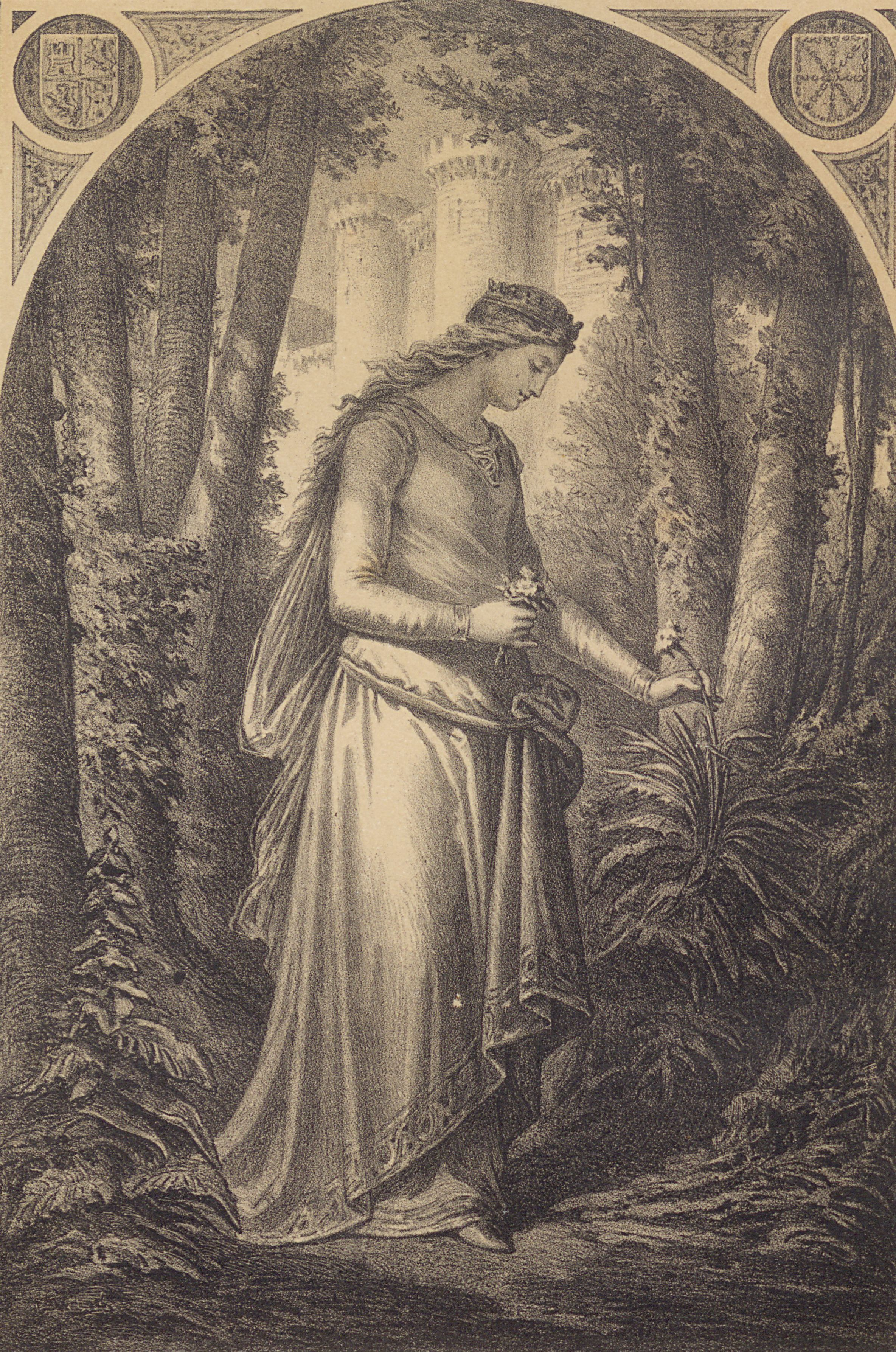
『ブランカ1世』 (1868年)
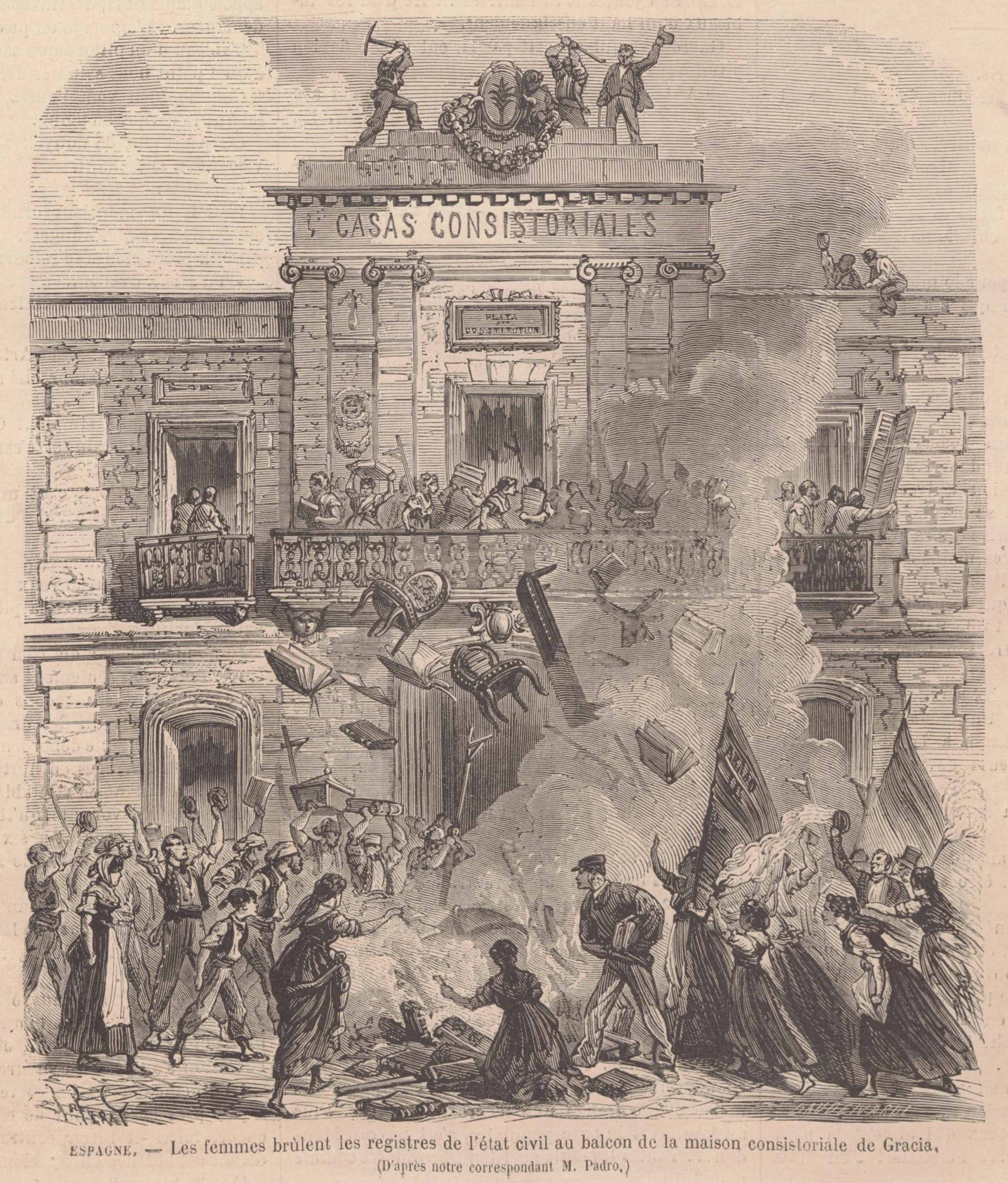
「ル・モンド・イリュストレ」表紙 (1870年)[注 3]

カリカチュア
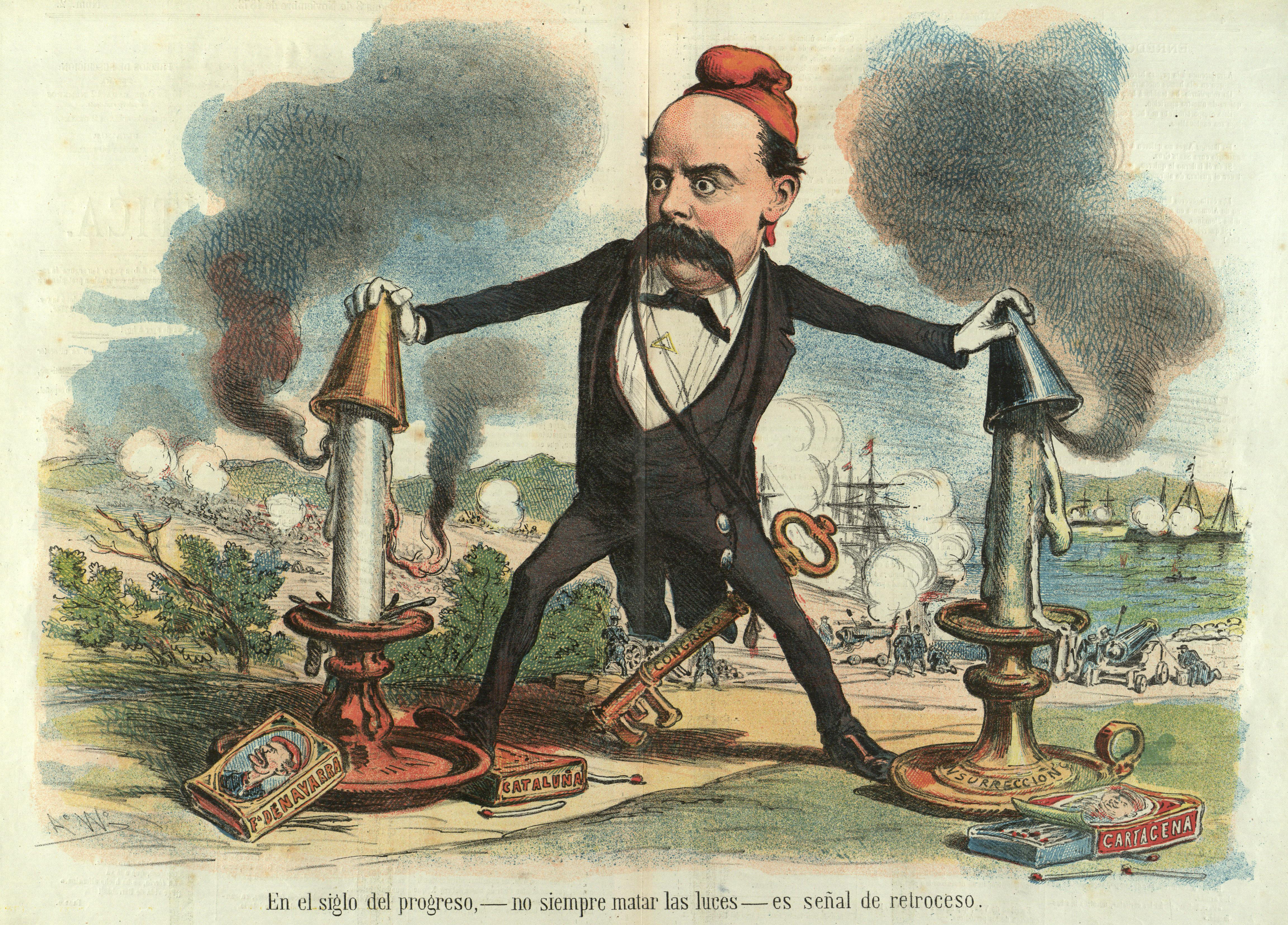
『進歩の世紀における灯火管制は必ずしも退行とは限りません』 (1873年)[注 4]
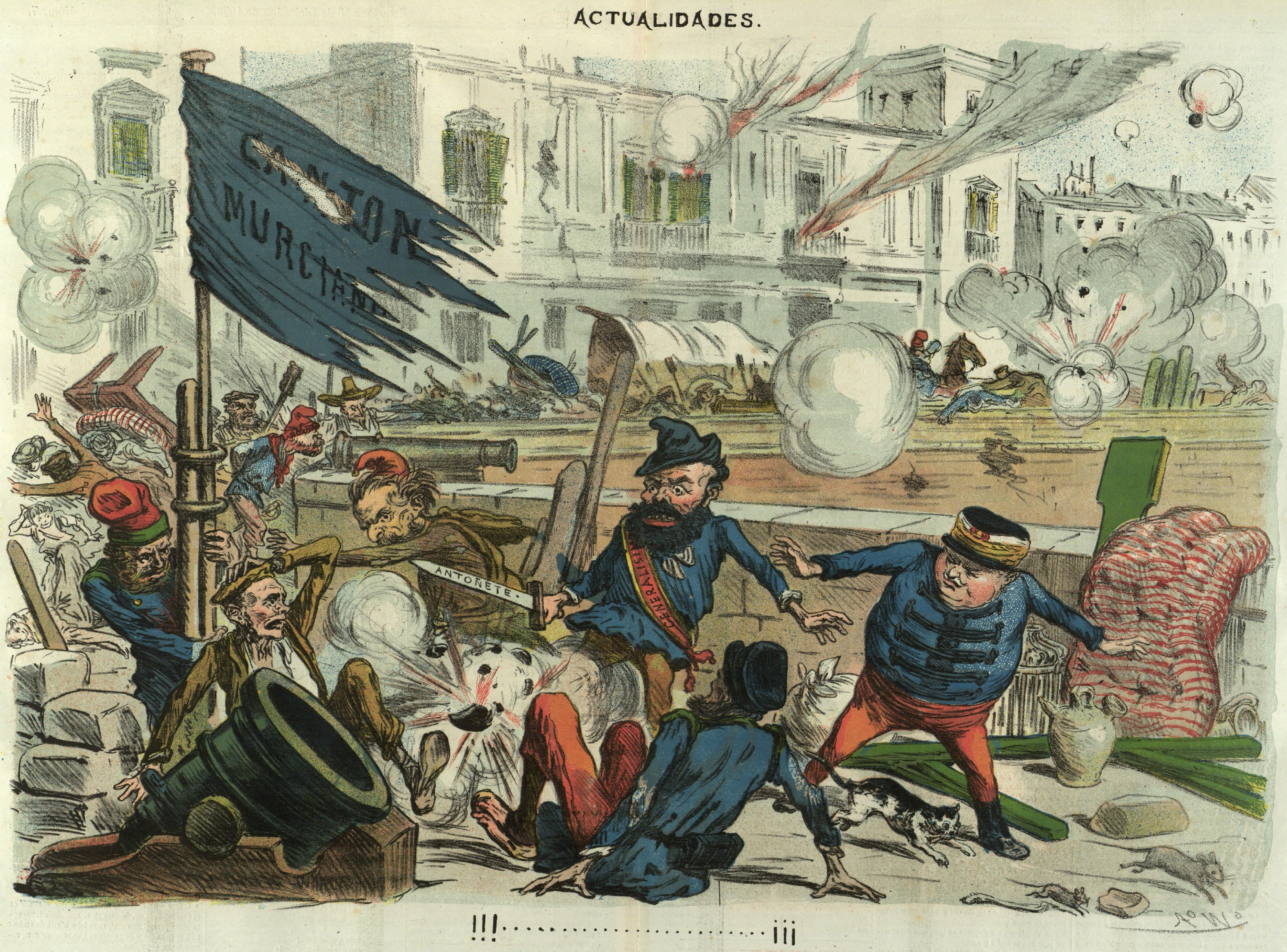
『カルタヘナ火山』 (1873年)[注 5]
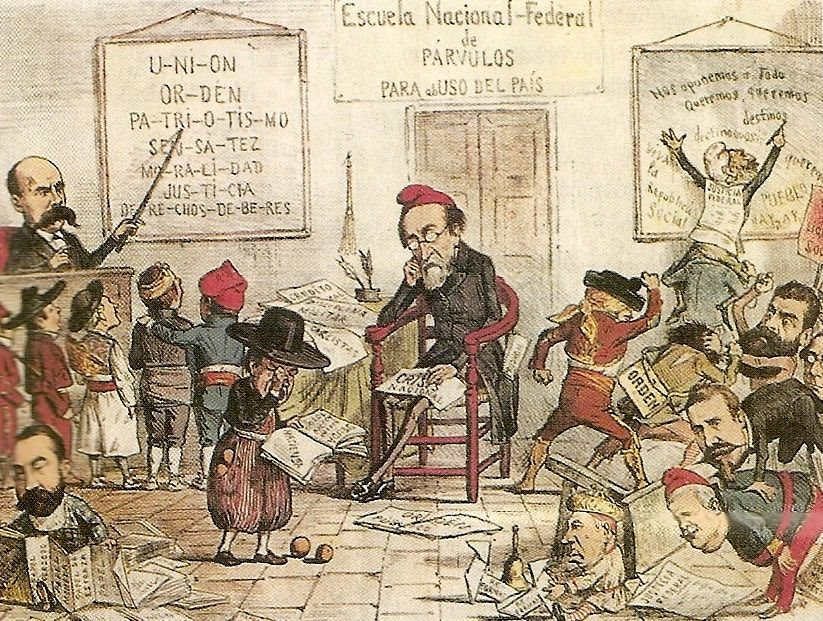
『カステラールの学校』 (1873年)[注 6]
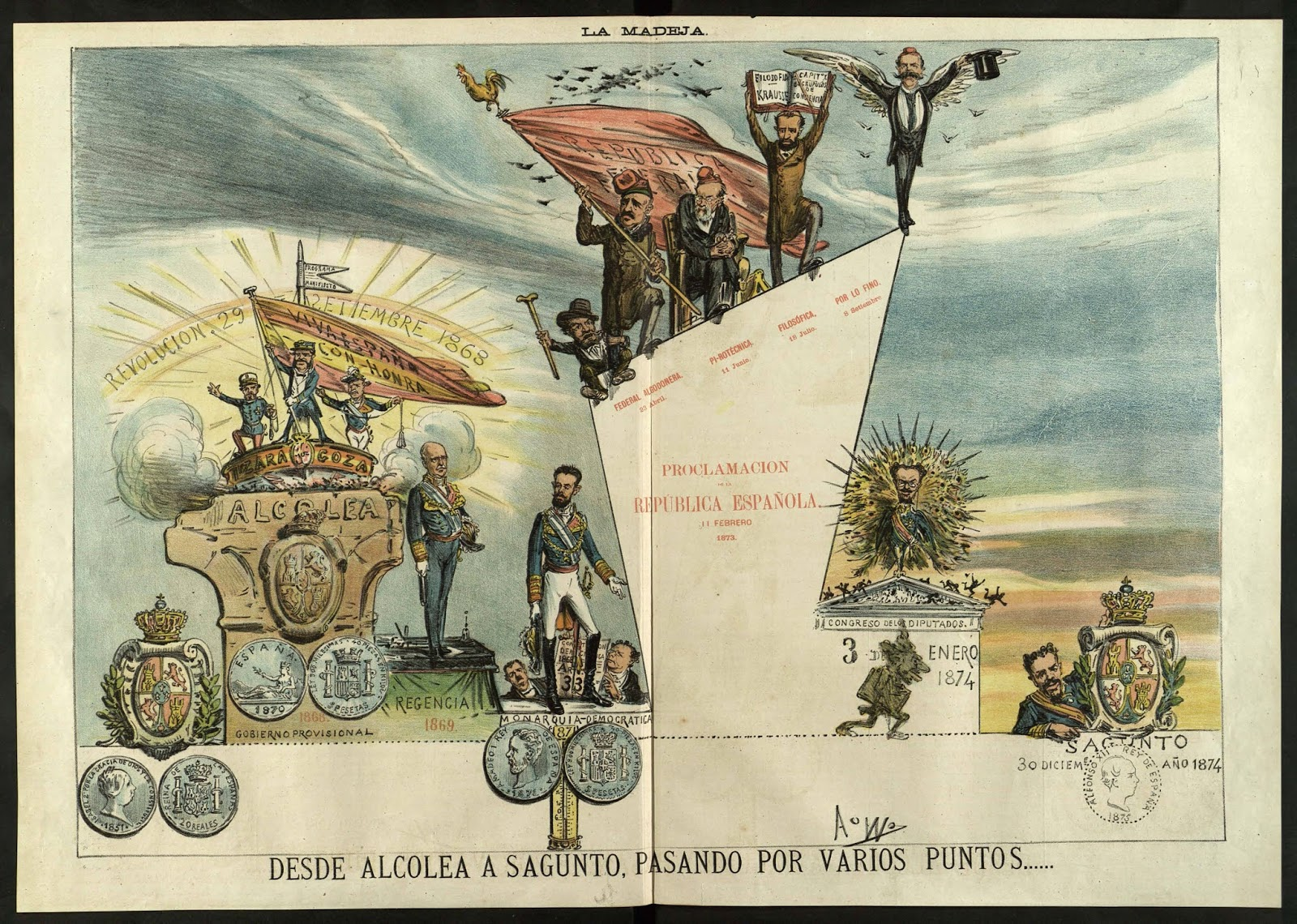
『君主制までの6年』 (1874年)[注 7]

## 系譜
- 曽祖父 - ジャウマ・パドロ・イ・コッツ（カタルーニャ語版）　(1720-1803) - 建築家、彫刻家
- 祖父 - トマース・パドロ・イ・マロー（カタルーニャ語版）　(17??-18??) - 彫刻家
- 父 - ラモン・パドロ・イ・ピホアン（スペイン語版）　(1809-1876) - 彫刻家
- トマース・パドロ・イ・ペドレット (1840-1877) - 画家、イラストレーター、風刺画家
- 弟 - ラモン・パドロ・イ・ペドレット（カタルーニャ語版）　(1848-1915) - 画家、イラストレーター
- 姪 - メルセデス・パドロ・イ・グラネ（スペイン語版）　(1890-1958) - 画家
- 甥 - ホセ・パドロ・グラネー (José Padró Graner)　(1900-1931) - 写真家

## 参考文献

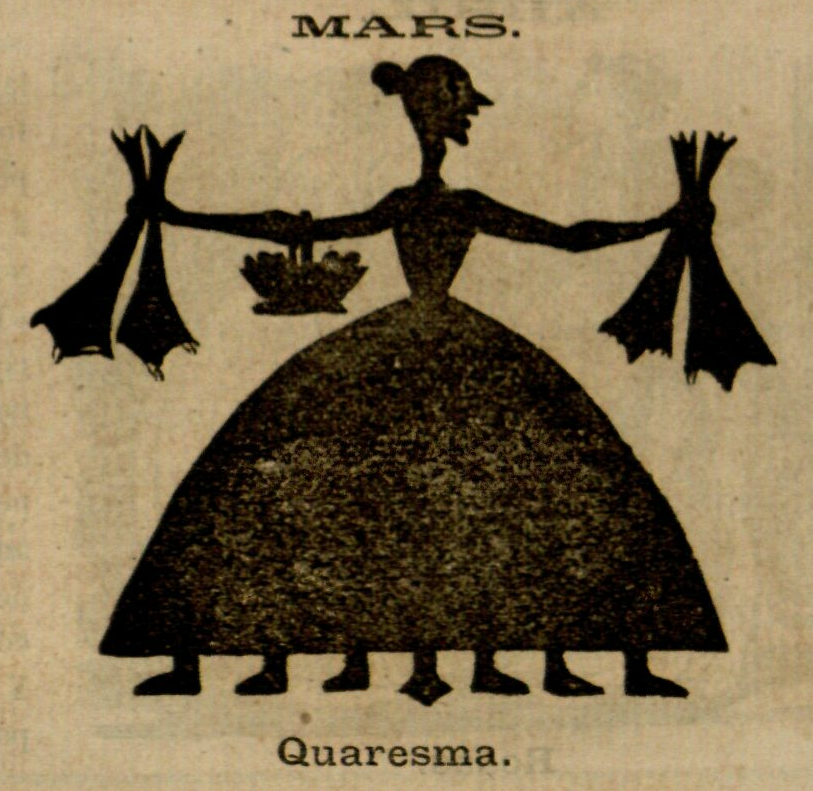
ビエハ・クアレスマ (1867年)

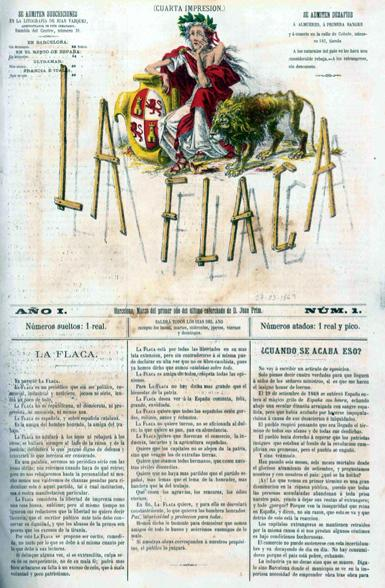
「ラ・フラカ」創刊号表紙